# Liselotte Spreng

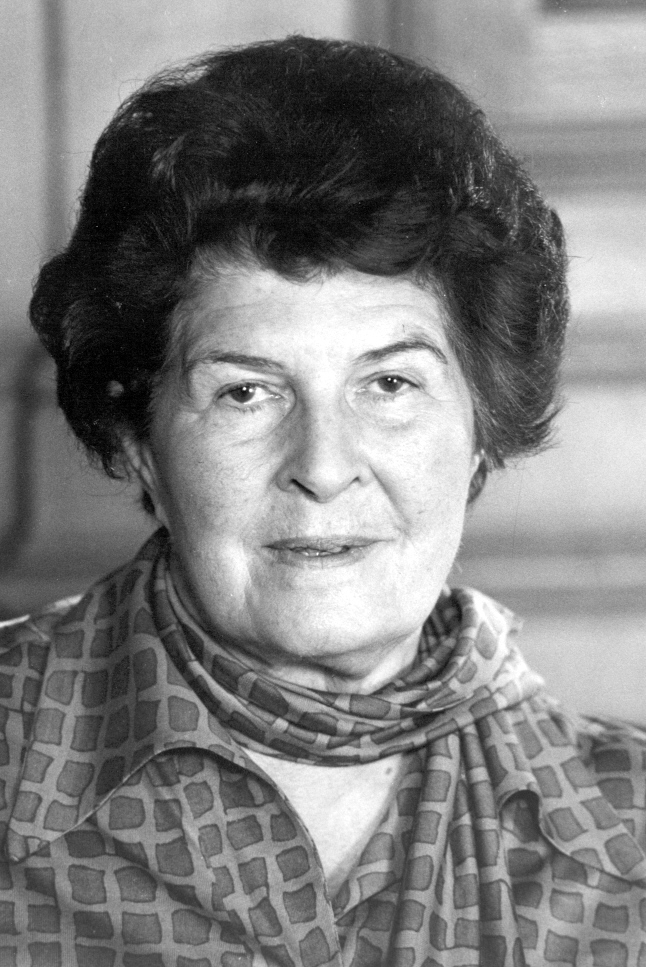
Liselotte Spreng

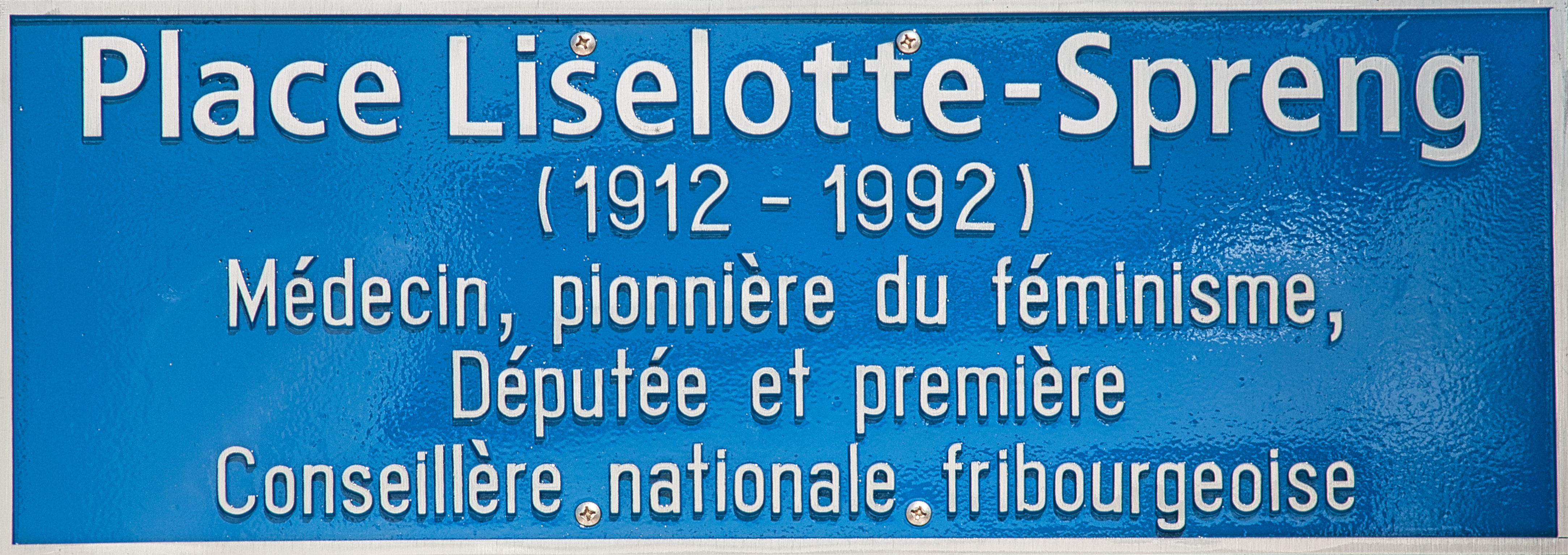
Strassenschild beim Platz Liselotte Spreng in Freiburg im Uechtland

Liselotte Spreng (* 15. Februar 1912 in Biel; † 25. November 1992 in Villars-sur-Glâne) war eine Schweizer Frauenrechtlerin und die erste Nationalrätin des Kantons Freiburg.

## Leben und Wirken
Liselotte Spreng wurde 1912 als Tochter eines Arztes in Biel/Bienne geboren. Sie studierte Medizin an den Universitäten Bern und Lausanne und arbeitete nach Abschluss ihres Studiums in der Praxis ihres Mannes in Freiburg mit.
Spreng engagierte sich stark für das Frauenstimmrecht und war ab 1967 Präsidentin des Freiburger Verbands für das Frauenstimmrecht. Nach der Einführung des Frauenstimm- und -wahlrechts 1971 wurde Spreng für die FDP Mitglied im Freiburger Grossrat. Von 1971 bis 1983 war sie als erste Frau im Kanton Freiburg Mitglied des Nationalrats. Sie engagierte sich vor allem in den Bereichen Familienrecht, Wohltätigkeit, Medizin und Ethik.